# 欧尔奇沃奥帕蒂
欧尔奇沃奥帕蒂，是匈牙利索博尔奇-索特马尔-贝拉格州所辖的一个村。总面积11.00平方公里，总人口304，人口密度27.6人/平方公里（2011年1月1日）。